# 埃爾帕爾科區
5°37′29″S 78°28′29″W / 5.62472°S 78.47472°W
埃爾帕爾科區（西班牙語：Distrito de El Parco），是秘魯的一個區，位於該國北部亞馬遜大區的巴瓜省，始建於1941年9月1日，面積14.4平方公里，2005年人口932，人口密度每平方公里65人。